# Poetas espasmódicas
Espasmódica é um termo aplicado  William Edmonstoune Aytoun a um grupo de poetas ingleses da era vitoriana,  com alguma intenção depreciativa, bem como humorado. O epíteto em si é atribuído, por Thomas Carlyle, de Lord Byron.
Poetas espasmódicas incluem George Gilfillan, o amigo e inspiração de William McGonagall. Gilfillan trabalhou por 30 anos em seu longo poema da noite, mas ele é mais conhecido por seu encorajamento dos jovens espasmódicos em seus comentários literários escritos sob o pseudônimo Apollodorus. Outros associada foram Philip James Bailey, Richard Hengist Horne, Sydney Thompson Dobell, Alexander Smith, John Stanyan Bigg, Gerald Massey, John Marston Westland, e Ebenezer Jone
O termo "espasmódica" também foi aplicado por colaboradores contemporâneas de Elizabeth Barrett Browning Aurora Leigh, Maud de Tennyson, Golden Legend de Longfellow, ea poesia de Arthur Hugh Clough. Esses poetas geralmente não são incluídos na escola Spasmodic pelos modernos críticos literários. A Poesia espasmódica era extremamente popular desde o final de 1840 através da década de 1850, quando de repente saiu de moda. Firmilian paródico de William Edmondstoune Aytoun: A Tragédia espasmódica é creditado com a obtenção do verso da escola Spasmodic riu-se da linguagem bombástica.
Poesia espasmódica frequentemente tomava a forma de drama em verso, o protagonista do que foi muitas vezes um poeta. Caracterizou-se por uma série de recursos, incluindo longos solilóquios introspectivas pelo protagonista, o que levou à acusação de que a poesia era egoísta.